# Comité intergouvernemental pour les réfugiés
Pour les articles homonymes, voir CIR.
Le Comité intergouvernemental pour les réfugiés (CIR), aussi appelé le Comité d'Évian, fut le résultat de la Conférence d'Évian de 1938. Il avait pour but de trouver une solution durable aux réfugiés juifs allemands et autrichiens fuyant le régime nazi d'Adolf Hitler.

## Origine
À la suite de la mise en place du Troisième Reich, des dizaines de milliers de juifs allemands et autrichiens fuient leur pays. Voulant quitter en majorité l'Europe, ils décident d'aller aux États-Unis. Pour des raisons de quotas (seuls 27 000 visas par an pour les Allemands et les Autrichiens peuvent être délivrés par le service de l'immigration des États-Unis), ils sont refoulés à la frontière.[réf. nécessaire]
Le président des États-Unis d'Amérique, Franklin Delano Roosevelt, décide alors d'organiser une conférence pour trouver une solution durable à l'hébergement des réfugiés juifs. Le 14 juillet 1938, seule la création de Comité intergouvernemental pour les réfugiés est décidée, aucun pays n'acceptant de recevoir les réfugiés juifs.[réf. nécessaire]

## Histoire
La première réunion du CIR se tiendra à Londres, le 3 août 1938. Lord Earl Winterton est nommé président et George Rublee directeur. Le CIR commence alors a éplucher les dossiers des différents candidats possibles à l'hébergement des réfugiés. Mais aucun gouvernement ne décide de les accueillir officiellement. Le CIR ne réussit qu'à placer quelques réfugiés officieusement dans quelques colonies en Afrique, en Amérique du Sud et dans les pays du Commonwealth.[réf. nécessaire]

### Le cas de la République dominicaine
Le 12 août 1938, Rafaël Leonidas Trujillo, président de la République dominicaine, envoie un message au CIR expliquant qu'il est prêt à recevoir de 50 000 à 100 000 réfugiés. Étonné, le CIR envoie un délégué américain sur place ; Rafaël Leonidas Trujillo confirme l'offre et propose même de recevoir plus de 100 000 réfugiés.[réf. nécessaire]
Le but réel de Rafaël Leonidas Trujillo est de remplacer la population locale, noire, par des juifs, blancs. Autrement dit, c'est une épuration ethnique qu'il désire réaliser, à l'échelle de toutes les Caraïbes. De plus, la communauté juive de New York propose aux gouvernements qui hébergeront les réfugiés juifs de leur donner 5 000 dollars en or par réfugié.[réf. nécessaire]
Le 18 avril 1939, les membres du CIR rentrent aux États-Unis, mais il semblerait que pour des raisons politiques, les États-Unis ne désirant pas cautionner une épuration ethnique, la procédure traîne jusqu'en fin 1939. Malgré tout, la République dominicaine et le CIR réussissent plus ou moins à se mettre d'accord et le premier groupe de réfugiés arrive le 10 mai 1940. Au total un peu moins de 1 000 réfugiés juifs sont accueillis en République dominicaine.[réf. nécessaire]